# Michel Toussaint Chrétien Duplessis
Pour les articles homonymes, voir Duplessis.
Michel Toussaint Chrétien Duplessis (Paris, 1689-Paris, 23 mai 1764), est un religieux français. 

## Biographie
Oratorien puis bénédictin à la congrégation de Saint-Maur, il fut appelé à l'abbaye de Saint-Germain-des-Prés pour épauler les auteurs de la Gallia christiana. 

## Œuvres
- Histoire de la ville et des seigneurs de Coucy, 1728
- Histoire de l'Église de Meaux, 2 vol., 1731
- Description géographique et historique de la Haute-Normandie, 2 vol., 1740
- Nouvelles Annales de Paris jusqu'au règne de Hugues Capet, 1753
- Histoire de Jacques II, Stuart roi de Grande Bretagne, chez  Jean Leonard, Bruxelles, 1740